# بخش کوکرین
بخش کوکرین (به انگلیسی: Cochrane District) یک سکونتگاه مسکونی در کانادا است که در انتاریو واقع شده‌است.

## خصوصیات
بخش کوکرین ۸۱٬۱۲۲ نفر جمعیت دارد.